# Salvatore Sirigu
Salvatore Sirigu (født 12. januar 1987) er en italiensk professionel fodboldspiller, som spiller for Serie B-klubben Palermo.

## Klubkarriere

### Palermo
Sirigu begyndte sin karriere hos Palermo, hvor han gjorde sin førsteholdsdebut i 2006-07 sæsonen.

#### Lejeaftaler
Sirigu blev i 2007-08 sæsonen udlejet til U.S. Cremonese. Han blev igen udlejet i 2008-09, denne gang til A.C. Ancona.

#### Førstevalgsmålmand
Sirigu fik sin chance som førstevalgsmålmand på Palermo i løbet af 2009-10 sæsonen, og etablerede sig som fast mand herfra.

### Paris Saint-Germain
Sirigu skiftede i juli 2011 til Paris Saint-Germain. Han blev i 2012-13 sæsonen kåret som den bedste målmand i Ligue 1 som den første udenlandske spiller nogensinde, da han lukkede kun 16 mål ind i 33 kampe ligakampe. I sæsonen satte han også en rekord for længst tid, uden at indkassere, da han i en periode holdt rent bur i 697 minutter i streg.
Sirgiu forblev førstevalg frem til 2015-16 sæsonen, hvor at PSG hentede Kevin Trapp, og Sirigu blev dermed reduceret til andetvalg.

#### Lejeaftaler
Sirgiu skiftede i august 2016 til Sevilla på en lejeaftale. Lejet var dog ingen succes, da han kun spillede i tre kampe på et halvt år. I januar 2017 blev han udlejet igen, denne gang til Osasuna.

### Torino
Sirgiu skiftede i juni 2017 til Torino. Han satte i marts 2019 en klubrekord, da han holdt rent bur i 517 minutter i streg i Serie A.

### Genoa
Sirgiu skiftede i august 2021 til Genoa. Han spillede som førstevalgsmålmand i klubben i et år.

### Senere karriere
Sirgiu skiftede i august 2022 til Napoli. Han spillede dog aldrig en kamp for klubben, da han var reservemålmand.
Sirgiu skiftede i januar 2023 til Fiorentina. Han nåede dog kun, at spille to kampe for klubben, før han fik en seriøs skade, som betød at sæsonen var ovre for ham.
Sirigu vendte i september 2023 tilbage til Frankrig, da han skiftede til OGC Nice.
Sirigu skiftede i januar 2024 til tyrkiske Fatih Karagümrük.

## Landsholdskarriere

### Ungdomslandshold
Sirgiu har repræsenteret Italien på flere ungdomsniveauer.

### Seniorlandshold
Sirgiu debuterede for Italiens landshold den 10. august 2010. Han har været del af Italiens trupper til flere internationale tuneringer, herunder Italiens trup som vandt europamesterskabet i 2020.

## Titler
Paris Saint-Germain
- Ligue 1: 4 (2012-13, 2013-14, 2014-15, 2015-16)
- Coupe de France: 2 (2014-15, 2015-16)
- Coupe de la Ligue: 3 (2013-14, 2014-15, 2015-16)
- Trophée des Champions: 4 (2013, 2014, 2015, 2016)

Italien
- Europamesterskabet: 1 (2020)

Individuelle
- Ligue 1 Årets hold: 2 (2012-13, 2013-14)
- Ligue 1 Årets målmand: 2 (2012-13, 2013-14)